# 어론 인 더 다크 2: 마녀 사냥꾼
어론 인 더 다크2 : 마녀 사냥꾼(Alone in the dark 2)은 미국에서 제작된 피터 쉬러 감독의 2008년 공포, 액션 영화이다. 릭윤 등이 주연으로 출연하였고 우베 볼 등이 제작에 참여하였다.

## 출연

### 주연
- 릭윤
- 레이첼 스펙터
- 랜스 헨릭슨
- 빌 모슬리

### 조연
- 랄프 모엘러
- 대니 트레조
- 잭 워드
- 나타샤 말드
- 제이슨 코네리
- 마이클 파레
- P.J. 솔즈
- 브룩클린 서다노
- 앨리슨 랭
- 피터 루니
- 리셋 브로스

## 제작진
- 라인프로듀서: 아리 톱
- 라인프로듀서: 톰 쉘
- 미술: 토마스 윌리엄 헐바우
- 세트: 제니퍼 펄머
- 배역: 릭키 마슬라